# Felip III de Borgonya
Felip III de Borgonya (francès: Philippe III de Bourgogne)  (Dijon, 31 de juliol de 1396 - Bruges, 15 de juny de 1467) fou duc de Borgonya, comte de Flandes, Artois i Borgonya (1419-1467); duc de Brabant i Limburg (1430-1467).

## Orígens familiars
Nasqué el 31 de juliol de 1396 a Dijon sent fill del duc Joan I de Borgonya i la seva esposa Margarida de Baviera-Straubing. Era net per línia paterna de Felip II de Borgonya i Margarida III de Flandes, i per línia materna d'Albert I d'Holanda.

## Núpcies i descendents
Es prometé el 28 de gener de 1405 amb Miquela de Valois, filla del rei Carles VI de França. El matrimoni, però, no es realitzà fins al juny 1409 a París. D'aquesta unió no tingueren fills.
Es casà, en segones núpcies, el 30 de novembre de 1424 a Moulins-les-Engelbert amb Bonna d'Artois, filla del comte Felip d'Artois-Eu. D'aquesta unió no tingueren fills.
Es casà, en tercers núpcies, el 7 de gener de 1430 a Bruges amb Isabel de Portugal, filla del rei Joan I de Portugal i Felipa de Lancaster. D'aquesta unió tingueren tres fills:
- l'infant Antoni de Borgonya (1430-1432, comte de Charolais
- l'infant Josep de Borgonya (1432), comte de Charolais
- l'infant Carles I de Borgonya (1433-1477), duc de Borgonya

## Aliança amb Anglaterra
Felip III va esdevenir duc de Borgonya i de les altres possessions a la mort del seu pare el 1419, assassinat a mans del delfí i futur rei Carles VII de França.
L'any següent Felip III s'alià amb Enric V d'Anglaterra pel Tractat de Troyes, i es declarà enemic del rei francès. El 1423 l'aliança s'enfortí pel casament de la seva germana Anna de Borgonya amb Joan de Bedford, regent del rei anglès durant les seves estades a França.
El 1430 les tropes de Felip III van capturar la donzella Joana d'Arc, que fou transferida a les tropes angleses i que organitzaren el seu procés judicial acusada d'heretgia. En la batalla de Bulgnéville de 1431, Renat I d'Anjou fou fet presoner per Felip, que no l'alliberà fins al 1437, quan el Regne de Nàpols estava sent conquerit per Alfons el Magnànim.
L'aliança amb Anglaterra es trencà el 1435 quan Felip III atacà el port marítim de Calais, en mans angleses, i pel posterior Tractat d'Arras, pel qual Felip III reconegué Carles VII com legítim sobirà de França. El 1439 es tornà a rebel·lar contra el rei francès i donà suport a la revolta nobiliar de la Pragueria. Durant tot aquest període va comptar amb Nicolau Rolin com a camarlenc i figura fonamental en la redacció de la pau amb França el 1435.

## Principat de Lieja
La unió personal entre Borgonya i les Disset Províncies era trencada geogràficament pel principat de Lieja que formava un entrebanc a la contigüitat del territori entre els països baixos i els països alts. Com que era un principat bisbal, no era possible adquirir-ne el control per unes núpcies geo-estratègiques, Felip, car va influenciar el papa Calixt II perquè nominés el seu nebot, Lluís de Borbó com a príncep-bisbe el 1456. Aquesta nominació no va gaire agradar als liegesos que van revoltar-se diverses vegades, fins que el successor de Felip III, Carles I, va destruir tota la ciutat el 1468.

## Galeria d'imatges

Escut d'armes de Felip III, que uneix l'escut d'armes dels Borgonya amb les armes del ducat de Brabant
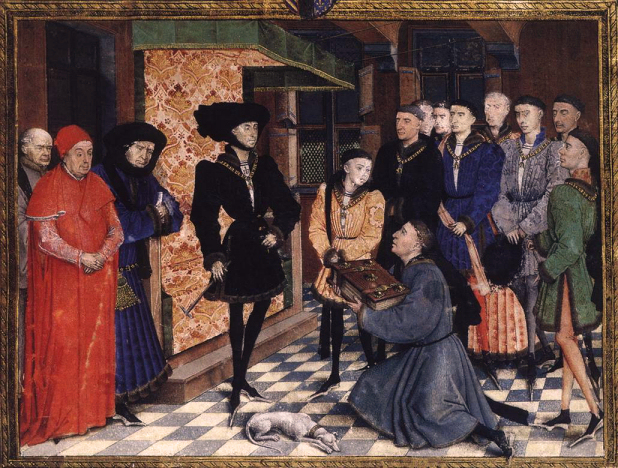
Miniatura per Roger van der Weyden 1447-8. Felip "el bo" de Borgonya i cortesans, amb Nicolau Rolin a la dreta